# Operation Libero
Operation Libero ist eine politische Bewegung der Schweiz. Sie wurde im Oktober 2014 von Mitgliedern des Forums Aussenpolitik gegründet.

## Geschichte und Positionen
Das Gründungskomitee von Operation Libero bildeten Flavia Kleiner und Dominik Elser, die dem Verein im Co-Präsidium vorstanden. Die Co-Leitung aus Kleiner und Laura Zimmermann wurde zum Gesicht der Kampagne gegen die No-Billag-Initiative. Am 16. Mai 2020 gab Kleiner ihren Rücktritt als Co-Präsidentin bekannt und übergab Stefan Manser-Egli das Co-Präsidium. Nach fünf Jahren übergab 2021 Laura Zimmermann das Co-Präsidium an Sanija Ameti.
Ende August 2022 gründete Operation Libero gemeinsam mit La Suisse en Europe, Suisseculture, Volt Schweiz, dem Verband der Schweizer Studierendenschaften (VSS) und den Grünen Schweiz die Europa-Initiative, eine zivilgesellschaftliche Allianz, die den Bundesrat zur Aufnahme von Verhandlungen mit der EU verpflichten soll.
Operation Libero steht gemäss eigener Aussage für einen «Umbruch in der Schweizer Politlandschaft» und engagiert sich für «internationale Vernetztheit, für Freiheit, für Fortschritt, für Rechtsstaatlichkeit». Als politische Bewegung hat Operation Libero Positionspapiere zu den Themen Arbeitsmarkt, Bürgerrecht, Europa, Lebensentwürfe, Umverteilung und Verkehr formuliert.
In ihrer Selbstdarstellung will die Organisation progressive Kräfte für eine offene und liberale Schweiz unterstützen. Gemäss der NZZ habe sie sich aufgrund der bisherigen Aktionen «vor allem als Anti-SVP-Bewegung hervorgetan». Der SP-Nationalrat und frühere Botschafter der Schweiz in Deutschland Tim Guldimann, der sich für Operation Libero engagiert, sieht für die Organisation Potential bei sozial gesinnten Freisinnigen und liberal gesinnten Christlichdemokraten.

## Abstimmungs- und Wahlkämpfe
Operation Libero engagierte sich erfolgreich gegen mehrere eidgenössische Volksinitiativen.
So erhielt sie als treibende Kraft gegen die sogenannte Durchsetzungsinitiative der SVP, die von der Schweizer Stimmbevölkerung am 28. Februar 2016 abgelehnt wurde, grosse mediale Aufmerksamkeit und Bekanntheit. Ab Herbst 2017 engagierte sich die Bewegung gegen die No-Billag-Initiative, die sie auf Plakaten als «Anschlag auf die Demokratie» bezeichnete. Die Initiative wurde am 4. März 2018 von Volk und Ständen deutlich abgelehnt. Die Operation Libero setzte sich auch gegen die sogenannte Selbstbestimmungsinitiative der SVP ein, die am 25. November 2018 an der Urne ebenfalls deutlich abgelehnt wurde.
2018 kündigte Laura Zimmermann an, die Operation Libero werde sich mit Empfehlungen in die nationalen Wahlen 2019 einmischen, um mehr Politiker ins Parlament zu bringen, die sich für eine aussenpolitisch offene Schweiz, eine liberale Migrationspolitik sowie für Zukunftsthemen wie die Digitalisierung starkmachen. Für die Eidgenössischen Parlamentswahlen im Herbst 2019 empfahl Operation Libero sechs Kandidaten der FDP, CVP, BDP, GLP, Grünen und der SP.
Im Herbst 2020 engagierte sich Operation Libero für die Eidgenössische Volksinitiative «Für verantwortungsvolle Unternehmen – zum Schutz von Mensch und Umwelt». Für die Eidgenössische Volksabstimmung über die Ehe für alle vom September 2021 lancierte Operation Libero eine eigene Ja-Kampagne unter dem Titel «Liebe stärken – JA zur Ehe für alle stimmen!» Im November 2021 kündigte Operation Libero gemeinsam mit den Grünen die Lancierung einer Volksinitiative zur Schweizer Europapolitik an.
Nachdem Operation Libero im März 2022 an einer Medienkonferenz bekannt gegeben hatte, dass sie für die Eidgenössische Volksabstimmung über die Beteiligung an der europäischen Grenz- und Küstenwache Frontex neben FDP, Mitte, GLP, Mitgliedern der SVP und dem Wirtschaftsdachverband Economiesuisse die Ja-Parole gefasst habe, wurde sie dafür vonseiten der Grünen und der SP stark kritisiert. Juso-Präsidentin Ronja Jansen warf dem Verein vor, ihre Werte verraten zu haben. Mattea Meyer, Co-Präsidentin der SP kritisierte auf Twitter das Kampagnensujet der Operation Libero mit dem Kommentar: «Findet ihr die haltenden Hände nicht etwas gar pietätslos gegenüber all denen, die elendigst im Mittelmeer ertrunken sind?»